# Dick Dillin
Richard Allen „Dick“ Dillin (* 17. Dezember 1929 in Watertown, New York; † 1. März 1980) war ein US-amerikanischer Comiczeichner.

## Leben und Arbeit
Nach dem Abschluss der Watertown High School kam Dillin nach Japan, wo er als Angehöriger der 8. US-Armee in Tokio, Yokohama und Okinawa stationiert war. Es folgte ein Studium an der Syracuse University und die Tätigkeit als Ingenieur in einer Fabrik für Zugbremsen in Watertown.
Ende der 1940er-Jahre siedelte Dillin gemeinsam mit seiner Ehefrau Estella Dillin nach New York City über wo er als Illustrator für Zeitschriften und Werbematerialien arbeitete, bevor er erste Jobs als hauptberuflicher Comiczeichner bei den Verlagen Fawcett Comics und Fiction House erhielt. Für Fawcett zeichnete er die in den Whiz Comics veröffentlichten Reihen Lance O'Casey und Ibis the Invincible, während er für Fiction House Buzz Bennett und Space Rangers gestaltete. 1952 wechselte er zu Quality Comics, wo er für die Serien Blackhawk, G.I. Combat, Love Confessions und Love Secrets zeichnete.
In den 1960er Jahren, nachdem Quality Comics seine Tätigkeit eingestellt hatte, wechselte Dillin zu DC Comics, wo er seine Arbeit an Blackhawk – der mittlerweile von DC aufgekauft worden war – fortsetzte. Es folgte Arbeiten für World’s Finest Comics und einige Batman-Specials, bevor Dillin den Job des Stammzeichners der populären Serie Gerechtigkeitsliga erhielt, die er von 1968 bis 1980 über eine Strecke von 119 Ausgaben (#64–183) nahezu ohne Unterbrechung zeichnete (lediglich #153 wurde von einem anderen Zeichner, George Tuska, gestaltet). Sein häufigster künstlerischer Partner war dabei der Inker Joe Giella, während die Liste der Autoren mit denen Dillin häufig zusammenarbeitete solche Namen wie Gerry Conway, Len Wein und Gardner Fox umfasst.